# 西切斯特 (賓夕法尼亞州)
西切斯特（West Chester）是位於美國賓夕法尼亞州的一個城市。據2010年人口普查，威徹斯特有人口18,461人。市內有賓夕法尼亞西切斯特大學。